# Korchów Pierwszy
Korchów Pierwszy – wieś w Polsce położona w województwie lubelskim, w powiecie biłgorajskim, w gminie Księżpol.
W latach 1975–1998 miejscowość administracyjnie należała do województwa zamojskiego. 
Wieś jest sołectwem w gminie Księżpol. Według Narodowego Spisu Powszechnego z roku 2011 wieś liczyła 704 mieszkańców i była czwartą co do liczby ludności miejscowością gminy
Miejscowość osadzona w roku 1555. W latach 1725–1735 w Korchowie założono folwark ordynacki. W 1765 roku istniała cerkiew parafialna pw. Podwyższenia Krzyża Świętego (pierwsze wzmianki o parafii pochodzą z roku 1621). Według danych z roku 1840 w skład parafii wchodziło 1055 osób. W okresie dwudziestolecia międzywojennego cerkiew została rozebrana.  
Wierni Kościoła rzymskokatolickiego należą do parafii Przemienienia Pańskiego w Tarnogrodzie.
We wsi znajduje się prawosławna cerkiew filialna pod wezwaniem Podwyższenia Krzyża Pańskiego (wzniesiona w latach 2002–2006), należąca do parafii w Tarnogrodzie, kaplica rzymskokatolicka oraz dwa cmentarze prawosławne: nowy, czynny, również administrowany przez parafię tarnogrodzką oraz stary, zdewastowany.